# Angloamerikanisch

Angloamerika

Das Adjektiv angloamerikanisch bezieht sich im Allgemeinen auf das englischsprachige Amerika, das in Abgrenzung zu Lateinamerika bisweilen als Angloamerika bezeichnet wird. Es ist zu unterscheiden von dem mit Bindestrich geschriebenen Kopulativkompositum anglo-amerikanisch, das so viel bedeutet wie „Das Vereinigte Königreich und (das englischsprachige) Nordamerika gleichermaßen betreffend.“ Analog bezeichnet Angloamerikaner die Bürger der Vereinigten Staaten und Kanadas ohne die Provinz Québec (zumindest die englischsprachigen), Anglo-Amerikaner hingegen „Briten und Nordamerikaner“.
Bei der Unterscheidung von Rechtskreisen bezeichnet anglo-amerikanisches Recht (oder angelsächsisches Recht) das Common Law, das in vielen englischsprachigen Ländern geltende Recht, das sich mehr auf richterliche Urteile der Vergangenheit (Präzedenzfälle) als auf Gesetze stützt. Teile des Common Law gelten noch in zahlreichen Ländern, die früher Kolonien der englischen Krone waren, beispielsweise in den USA, Kanada, Australien und Neuseeland.

## Länder Angloamerikas
| Nordamerika                    | Zentralamerika      | Karibik                                      | Südamerika     |
| Bermuda                        | Belize              | Amerikanische Jungferninseln                 | Falklandinseln |
| Kanada                         |                     | Anguilla                                     | Guyana         |
| Vereinigte Staaten             | Antigua und Barbuda | Südgeorgien und die Südlichen Sandwichinseln |                |
|                                | Bahamas             |                                              |                |
| Barbados                       |                     |                                              |                |
| Britische Jungferninseln       |                     |                                              |                |
| Cayman Islands                 |                     |                                              |                |
| Dominica                       |                     |                                              |                |
| Grenada                        |                     |                                              |                |
| Jamaika                        |                     |                                              |                |
| Montserrat                     |                     |                                              |                |
| St. Kitts und Nevis            |                     |                                              |                |
| St. Lucia                      |                     |                                              |                |
| St. Vincent und die Grenadinen |                     |                                              |                |
| Trinidad und Tobago            |                     |                                              |                |
| Turks- und Caicosinseln        |                     |                                              |                |